# Майдан (Винницкий район)
Майда́н (укр. Майдан) — село в Винницком районе Винницкой области Украины.
Код КОАТУУ — 0520683303. Население по переписи 2001 года составляет 508 человек. Почтовый индекс — 23224. Телефонный код — 432.
Занимает площадь 2,211 км².

## История
В 1946 году указом ПВС УССР село Майдан-Юзвинский переименовано в Майдан.

## Религия
В селе действует храм Святого Великомученика Димитрия Солунского Винницкого районного благочиния Винницкой епархии Украинской православной церкви.

## Адрес местного совета
23224, Винницкая область, Винницкий р-н, с. Майдан

## Известные уроженцы
- Разборский, Александр Андреевич (род. 1930) — Герой Социалистического Труда.